# دی‌ان‌وی جی‌ال
دی‌ان‌وی جی‌ال، (به انگلیسی: DNV GL) یک شرکت چندملیتی است، که دفتر مرکزی آن در شهر اسلو، نروژ قرار دارد. این شرکت ارائه‌کننده انواع خدمات بازرسی، کنترل کیفیت و صدور انواع گواهینامه می‌باشد. شمار کارکنان شرکت دی‌ان‌وی جی‌ال بیش از ۱۶،۰۰۰ نفر است، که در سراسر جهان فعالیت می‌کنند.
خدمات اصلی شرکت دی‌ان‌وی جی‌ال شامل بازرسی و تأیید مقدار، وزن و کیفیت کالاهای گوناگون، همچنین تست و کنترل کیفیت محصولات و عملکرد آن‌ها در برابر استانداردهای مختلف بهداشتی، ایمنی و نظارتی می‌باشد.
این شرکت، در سال ۱۸۶۴ در اسلو، نروژ تأسیس شد. در حال حاضر رقبای اصلی دی‌ان‌وی جی‌ال در سطح جهانی عبارتند از: شرکت اینترتک، توف، اس‌جی‌اس و بیرو وریتاس.
این شرکت حاصل ادغام شرکت دی‌ان‌وی و گرمانیشر لوید در سال ۲۰۱۳ می‌باشد.